# Néstor Calderón
Néstor Calderón Enríquez (Tlajomulco de Zúñiga, 14 febbraio 1989) è un ex calciatore messicano, di ruolo centrocampista.

## Carriera

### Club
Ha giocato nella prima divisione messicana.

### Nazionale
Nel 2009 ha partecipato al campionato nordamericano Under-20; tra il 2009 ed il 2012 ha inoltre anche giocato 4 partite in nazionale.

## Palmarès

### Club

#### Competizioni nazionali
- Campionato messicano: 1

Toluca: Torneo Bicentenario 2010 (Clausura 2010)